# Kilt le Picte
Kilt le Picte est une série de bande dessinée d'heroic fantasy pour la jeunesse due à Frank Victoria. Ses deux seuls volumes ont été publiés par Delcourt en 2000 et 2003.

## Albums
- Delcourt, coll. « Jeunesse » :

1. La Colère de Tyrlyr, 2000  (ISBN 2-84055-314-7)[1].
2. La Montagne aux fées, 2003  (ISBN 2-84055-676-6).